# Regiões do Paraguai

À esquerda, em verde claro, o Chaco paraguaio e à direita, em laranja, a região oriental (Paranenha)

As Regiões do Paraguai são divididas pelo rio do mesmo nome, cujos nomes são: a Região Oriental, na margem esquerda e a Região Ocidental ou Chaco, na margem direita. O estudo sistemático do Paraguai deve começar com uma análise topográfica. Essa pesquisa afirma que o rio Paraguai divide em duas grandes regiões naturais. Ambas as regiões naturais são nitidamente distintas. São elas: a Ocidental, plana, e a Oriental, levemente acidentada.
O relevo da Região Oriental é uma extensão do Planalto Brasileiro, que nesta região alcança uma altitude média superior a 500 metros. Nas partes meridionais, oriental e ocidental do planalto, existe a ondulação de cadeias de morros. O terreno diminui aos poucos e se aplaina conforme chega mais perto, na parte ocidental do rio Paraguai e nas partes meridional e oriental do rio Paraná. A extensa região de altitude menor e de pântanos no decorrer do rio Paraguai tem uma população relativamente densa. Na parte meridional do Paraguai, perto do rio Paraná, as altitudes médias diminuem de 60 até 90 metros. Essa área é revestida por pântanos e florestas.
A grande e aplainada região do Chaco é extensa da margem direita do rio Paraguai. Essa região, de terras e planícies, revestida por uma vegetação espalhada, equivale a dois terços do país. Pertence à região chamada Gran Chaco, composta mesmo pelo Brasil sul-ocidental, a Bolívia oriental e a Argentina setentrional. Na região do Chaco, o terreno cresce aos poucos desde o rio Paraguai e alcança mais de 300 metros na fronteira oeste do país. Mais de 40% dos paraguaios moram no Chaco. Nesta região há sérias dificuldades que fazem os automóveis, os caminhões e os ônibus atolarem nas estradas de terra em dias de chuva e a riqueza do solo não é tão grande como o solo do leste do Paraguai.

## Região Oriental
Estrutural e geologicamente, os planaltos orientais são apenas uma continuação do Planalto Meridional Brasileiro — o grande lençol de lava é extremamente dissecado. Esse lençol vulcânico resultou numa topografia de pequenas altitudes e cordilheiras. E o rio Paraná delimita as fronteiras orientais e meridionais do país. O rio Paraná abre um profundo vale no planalto, cuja altitude varia de 300 a 600 m.
O planalto é suficientemente chuvoso. Encontra-se revestido por densas formações florestais. As florestas constituem uma grande reserva de madeiras de lei. Mas dispõe de somente algumas poucas rodovias para escoamento da produção. O desenvolvimento do escoamento da produção encontra-se bastante prejudicado e a zona florestal é escassamente povoada.
Os produtos mais importantes do extrativismo vegetal no Paraguai são a madeira, a erva-mate e o óleo de petit-grain (extraído da flor da laranjeira). Apesar de se encontrarem alguns cultivos de erva-mate, a maioria da produção é oriunda das árvores que crescem de forma natural no meio da floresta. Faz pouco tempo que teve início a cafeicultura no departamento de Amambay, em grandes propriedades que pertencem a empresas do Brasil e dos Estados Unidos. Mas tanto o departamento de Amambay como o de Concepción são também áreas de pecuária extensiva.
Geomorfologicamente, as chamadas terras baixas orientais, não podem ser consideradas como fazendo parte dos planaltos. Apesar disso, as terras baixas orientais devem ser agrupadas convenientemente nos planaltos orientais. Estendem-se desde o médio Paraguai até o alto Paraná. Constituem planícies sujeitas à inundação. Em meio das planícies inundáveis afloram inúmeros morros de baixa altitude. As planícies inundáveis são formadas principalmente por aluviões recentes. Apesar desses sedimentos, seus solos são de grande fertilidade. Contudo, na estação chuvosa, os rios extravasam. Quando os rios extravasam, inundam extensas áreas. Os rios deram origem a largos trechos pantanosos, alguns permanentes. Um grande exemplo disso é a extensa região do lago Ypoá.
Essas terras baixas são, geral, recobertas por vegetação de savana. A savana é composta por densas gramíneas. Essas gramíneas ficam nas áreas de pântano e algumas árvores estão isoladas nas gramíneas. As palmeiras são solitárias ou formam grupos. As palmeiras são frequentes e caracterizam a fisionomia da região.
No que se refere à agricultura, os solos dessas terras são os mais importantes do país. Nesses solos se concentra a maioria dos cultivos e dos rebanhos. A área principal está localizada a leste e a sudeste da capital, Assunção. Apesar disso, são concentradas zonas menores no sul, nas áreas adjacentes de San Ignacio e Encarnación.
Em toda a região oriental encontra-se de forma muito diversificada de legumes, cereais e tubérculos. Todos esses produtos são cultivados principalmente pela agricultura de subsistência. Os principais produtos agrícolas comerciais como algodão, fumo e cana-de-açúcar tem alguma importância, embora a pecuária bovina tem sido uma atividade básica desde os primeiros tempos da colonização.
A região concentra cerca de 90% da população do Paraguai. Aí reside absolutamente a maior parte das atividades rurais.

## Região Ocidental
A região do Chaco paraguaio estende-se a oeste do rio Paraguai. O Chaco paraguaio é uma planície homogênea e inexpressiva. O Chaco é formado por grossas camadas de sedimentos. Esses sedimentos são carreados desde os Andes pelos numerosos rios que a atravessam. Ali, no verão, as temperaturas são elevadas e as chuvas abundantes. As temperaturas elevadas e as chuvas abundantes provocam a inundação de áreas extensas. Em contraste, o inverno é absolutamente seco. No inverno seco, o solo torna-se rachado. Em poucos meses anteriores, os rios transbordavam de seus leitos mal definidos. Os rios transformam-se em meros fios de água ou dão origem a pântanos salgados. Geralmente, o Chaco torna-se mais seco à medida que se avança para oeste. O Chaco paraguaio chega mesmo a apresentar algumas áreas a noroeste que não necessariamente são desérticas.
Na cobertura vegetal, reflete, por evidência, o decréscimo das precipitações pluviométricas. Nas imediações do rio Paraguai, um revestimento florestal consideravelmente encontra-se entremeada por formações herbáceas e grupos de palmeiras. Mais para oeste predomina uma mirrada formação de acácias, mimosas e palmeiras. Essa mirrada formação desse tipo de vegetação é interrompida por manchas de grossa vegetação herbácea. Na fronteira oeste, enfim, as ervas ásperas entremeadas de arbustos espinhosos formam a maior parte da cobertura vegetal.
De certa forma, o Chaco é um santuário zoológico onde vivem espécies de mamíferos, répteis, pássaros e insetos. É escassamente habitado porque constitui um ambiente hostil para o homem. A maioria da população do Chaco é formada por tribos nômades. O modo de vida das tribos nômades do Chaco tem sofrido rápida e radical transformação — o desaparecimento da caça em algumas áreas começa a compeli-las à vida sedentária de agricultores e criadores. Na época da Guerra do Chaco, muitas dessas tribos foram espalhadas. Um considerável número dos membros das tribos foi morto nos combates. No final do conflito, inúmeros indígenas abandonaram a vida nômade. E, por isso, voltaram-se para as estâncias que se instalaram no sudoeste. No sudoeste, os indígenas empregaram-se como vaqueiros ou agricultores.
A partir de uma série de pequenos povoados, à margem direita do Paraguai, começam as áreas onde se encontra o quebracho. Dessa árvore se extrai o tanino. A utilidade do tanino como produto é curtir couros. A indústria extrativa do quebracho foi uma das mais importantes atividades econômicas do Paraguai. Porém, encontra-se atualmente em declínio. Mas por quê? São três explicações básicas para esse problema:
- em primeiro lugar, a árvore demora mais tempo para se desenvolver naturalmente ao longo do tempo (pode levar mais de um século para amadurecer seu crescimento, que é de aproximadamente 20 m). Encontra-se esparsamente pela floresta. Nesse bioma é raramente achado. Tem que ser procurada em locais cada vez mais distantes, porque o tanino sofreu exploração intensa nos últimos cem anos.[6]
- Em segundo lugar, os curtumes no mundo inteiro foram modernizados no mundo inteiro. Isso tem diminuído progressivamente a demanda de tanino.[6]
- E, finalmente, os materiais de plásticos e sintéticos substituíram intensificadamente o couro. Isso também acarretou uma queda da demanda mundial de tanino.[6]

Até agora, o Chaco tem-se mostrado uma região cujas possibilidades econômicas são limitadas. Mas, em um futuro próximo, talvez comprove ser possível ter grandes riquezas em seu subsolo. Como já se extrai petróleo do Chaco boliviano, que em tudo é semelhante ao paraguaio, acredita-se com firmeza ser possível encontrá-lo também no interior das fronteiras do Paraguai. Com o objetivo de novas explorações econômicas, pesquisadores estão tentando achar petróleo nas profundezas do solo.